# Betty Buckley

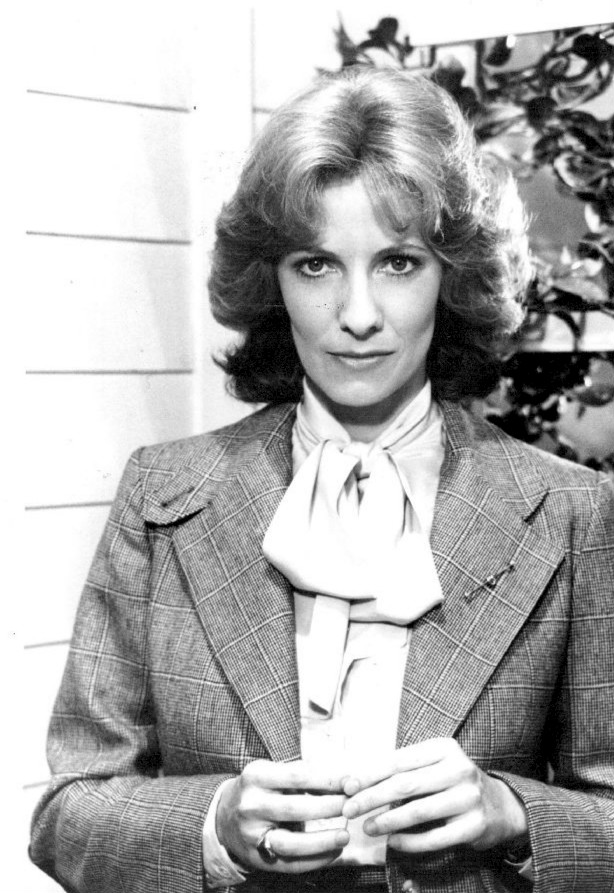
Betty Buckley w serialu Eight is Enough (1977)

Betty Lynn Buckley (ur. 3 lipca 1947 w Big Spring) – amerykańska aktorka, laureatka nagrody Tony za rolę w musicalu Koty.

## Filmografia

### Filmy
| Rok  | Tytuł                   | Rola              | Uwagi       |
| ---- | ----------------------- | ----------------- | ----------- |
| 1976 | Carrie                  | panna Collins     |             |
| 1983 | Pod czułą kontrolą      | Dixie             |             |
| 1987 | Wild Thing              | Leah              |             |
| 1988 | Frantic                 | Sondra Walker     |             |
| 1988 | Inna kobieta            | Kathy             |             |
| 1992 | Rain Without Thunder    | Beverly Goldring  |             |
| 1994 | Last Time Out           | Maxine Black      |             |
| 1994 | Wyatt Earp              | Virginia Earp     |             |
| 1995 | Ride for Your Life      |                   | krótkometr. |
| 1998 | Of Love & Fantasy       | dr Tania Brandt   | film wideo  |
| 1999 | Nieodparty urok         | Aunt Stella       |             |
| 2002 | New World Order         | Rose Kross        |             |
| 2004 | Mummy an' the Armadillo | Let               |             |
| 2008 | Zdarzenie               | pani Jones        |             |
| 2011 | 5 Time Champion         | Fran              |             |
| 2016 | Split                   | dr Karen Fletcher |             |

### Telewizja
| Rok                 | Tytuł                              | Rola                              | Uwagi              |
| ------------------- | ---------------------------------- | --------------------------------- | ------------------ |
| 1977                | Ryan’s Hope                        | Rozwódka                          | 1 odcinek          |
| 1977                | The Rubber Gun Squad               | Rosie                             | film TV            |
| 1977-1981           | Eight Is Enough                    | Sandra Sue 'Abby' Abbott Bradford | 102 odc.           |
| 1981                | The Ordeal of Bill Carney          | Barbara Slaner                    | film TV            |
| 1984                | Special Treat                      | pani Lawson                       | 1 odc.             |
| 1984                | The Three Wishes of Billy Grier    | Nancy Grier                       | film TV            |
| 1985                | Evergreen                          | pani Bradford                     | miniserial         |
| 1987                | Roses Are for the Rich             | Ella                              | film TV            |
| 1987                | Cagney i Lacey                     | Marci Bruckman                    | 1 odc.             |
| 1989                | ABC Afterschool Specials           | Lillian Robinson                  | 1 odc.             |
| 1989                | Babycakes                          | Wanda                             | film TV            |
| 1991                | Prawnicy z Miasta Aniołów          | Elisa Chandler                    | 2 odc.             |
| 1992                | Mathnet                            | Sally Storm                       | 1 odc.             |
| 1992                | Bonnie & Clyde: The True Story     | pani Parker                       | film TV            |
| 1992                | Square One TV                      | Sally Storm                       | 3 odc.             |
| 1993                | Tribeca                            | Ruth                              | 1 odc.             |
| 1994                | Betrayal of Trust                  | dr Jan Galanti                    | film TV            |
| 1996                | Critical Choices                   | dr Margaret Ludlow                | film TV            |
| 1996                | Remember WENN                      | Gloria Redmond                    | 1 odc.             |
| 2001–2003           | Oz                                 | Suzanne Fitzgerald                | 18 odc.            |
| 2003                | Detektyw Monk                      | pani Fleming                      | 1 odc.             |
| 2004                | The Jury                           | Carla Kohler                      | 1 odc.             |
| 2005                | Vinegar Hill                       | Mary Margaret Grier               | film TV            |
| 2006                | Bez śladu                          | Catherine Ryder                   | 1 odc.             |
| 2006, 2008, od 2021 | Prawo i porządek: sekcja specjalna | adwokat Walsh; Lorraine Maxwell   | 8 odc.             |
| 2010                | Melrose Place                      | Bernadette Reese                  | 1 odc.             |
| 2010                | Pacyfik                            | Marion Leckie                     | 1 odc.             |
| 2011                | The Chicago Code                   | Sister Paul                       | 1 odc.             |
| 2011, 2013          | Słodkie kłamstewka                 | Regina Marin                      | 2 odc.             |
| 2014                | Getting On                         | Dottie Levy                       | 1 odc.             |
| 2015                | Pozostawieni                       | Jane                              | 1 odc.             |
| 2016                | Chicago Med                        | Olga Barlow                       | 1 odc.             |
| 2017-2021           | Supergirl                          | Patricia Arias; Owl (głos)        | 5 odc.             |
| 2018                | Preacher                           | Marie L’Angelle                   | gł. obsada 3 serii |
| 2022                | The Cleaning Lady                  | Donna                             | 1 odc.             |